# Dunga
Carlos Caetano Bledorn Verri, plus connu sous le nom de Dunga, est un footballeur international et entraîneur brésilien né le 31 octobre 1963 à Ijuí. Il évolue au poste de milieu défensif.
Il est particulièrement connu pour avoir été le capitaine de l'équipe du Brésil victorieuse de la Coupe du monde 1994.

## Biographie
Dunga a commencé sa carrière professionnelle de footballeur au sein du club brésilien SC Internacional. Il est l'un des grands espoirs brésiliens de sa génération et remporte même la Coupe du monde des moins de 20 ans en battant l'Argentine en finale, en 1983. Il fait déjà preuve d'une certaine autorité sur le terrain et sur les joueurs puisqu'il est le capitaine de la sélection des jeunes victorieuse. Il remporte aussi la médaille d'argent aux Jeux olympiques de 1984. Il s'adjuge la coupe Kirin en 1984 contre l'équipe d'Irlande (2-1).
Avec SC Internacional, il a remporté trois titres de champion de l'État du Rio Grande do Sul en 1982, 1983 et 1984. La même année, il rejoint l'équipe des SC Corinthians avec qui il remporte le championnat de Sao Paulo. En 1987, c'est le championnat de Rio qu'il remporte, cette fois, sous les couleurs de CR Vasco da Gama. Il rejoint la même année, l'Europe et le championnat italien. De 1987 à 1995, il évolue en Europe dans différents clubs italiens, ainsi que deux saisons en Bundesliga. Il ne remportera aucun trophée de sa carrière européenne.
Néanmoins, il est régulièrement appelé au sein de l'équipe du Brésil dans laquelle il finit par trouver une place de titulaire. Si le Brésil s'illustre en s'adjugeant la Copa América en 1989, l'équipe est beaucoup moins rayonnante lors de la Coupe du monde 1990. Dunga essuie les critiques d'une bonne partie des supporters d'une Seleçao, éliminée au second tour. Considéré comme trop rugueux, pas assez technique par rapport à d'autres joueurs brésiliens, Dunga cristallise les frustrations des supporters brésiliens. Il devient le symbole pour la presse d'un certain style de jeu peu élégant, défensif et sans saveur. Certains journalistes pour évoquer cette période où l'équipe du Brésil ne faisait plus rêver personne, l'appelleront "l'ère Dunga". Malgré cela, il est retenu par Carlos Alberto Parreira pour disputer la Coupe du monde 1994, organisée aux États-Unis. Cette compétition va lui permettre de redorer son image.
Devant les mauvaises performances du capitaine Rai, Parreira décide de confier le brassard à Dunga. Celui-ci se révèle comme un véritable meneur d'hommes et un joueur de devoir. Moins technique que certains autres joueurs, il apporte de la rigueur et du courage au jeu brésilien, qui s'appuyera sur ces valeurs pour remporter le trophée. Bien que ce style, défensif, frileux, mais efficace (à l'opposé de la tradition du Brésil à proposer un style offensif et spectaculaire) sera critiqué après (et coûtera son poste à Parreira), Dunga sera en grande partie réhabilité par les critiques, pour son courage et son engagement. Il faut dire que le Brésil n'avait plus disputé et remporté de finale de coupe du monde depuis 1970.
En 1995, Dunga rejoint la J League  et le club du  Júbilo Iwata. Il y remportera le titre de champion et sera vainqueur de la coupe Yamagasaki Nabisco. Il a été désigné comme le meilleur joueur évoluant au Japon en 1997. En 1998, Dunga repart à la conquête de la Coupe du monde, avec une Seleçao dont il est toujours le capitaine. Néanmoins, l'équipe semble moins sereine sur le terrain. Dunga entre même en conflit sur le terrain avec certains joueurs coupables de ne pas s'investir assez dans l'équipe. Cela n'empêche pas la qualification en finale du tournoi, mais la défaite, 3 - 0 contre la France, marquera le glas de sa carrière internationale.
L'année suivante, il retourne au SC Internacional et y termine sa carrière à l'âge de 36 ans.

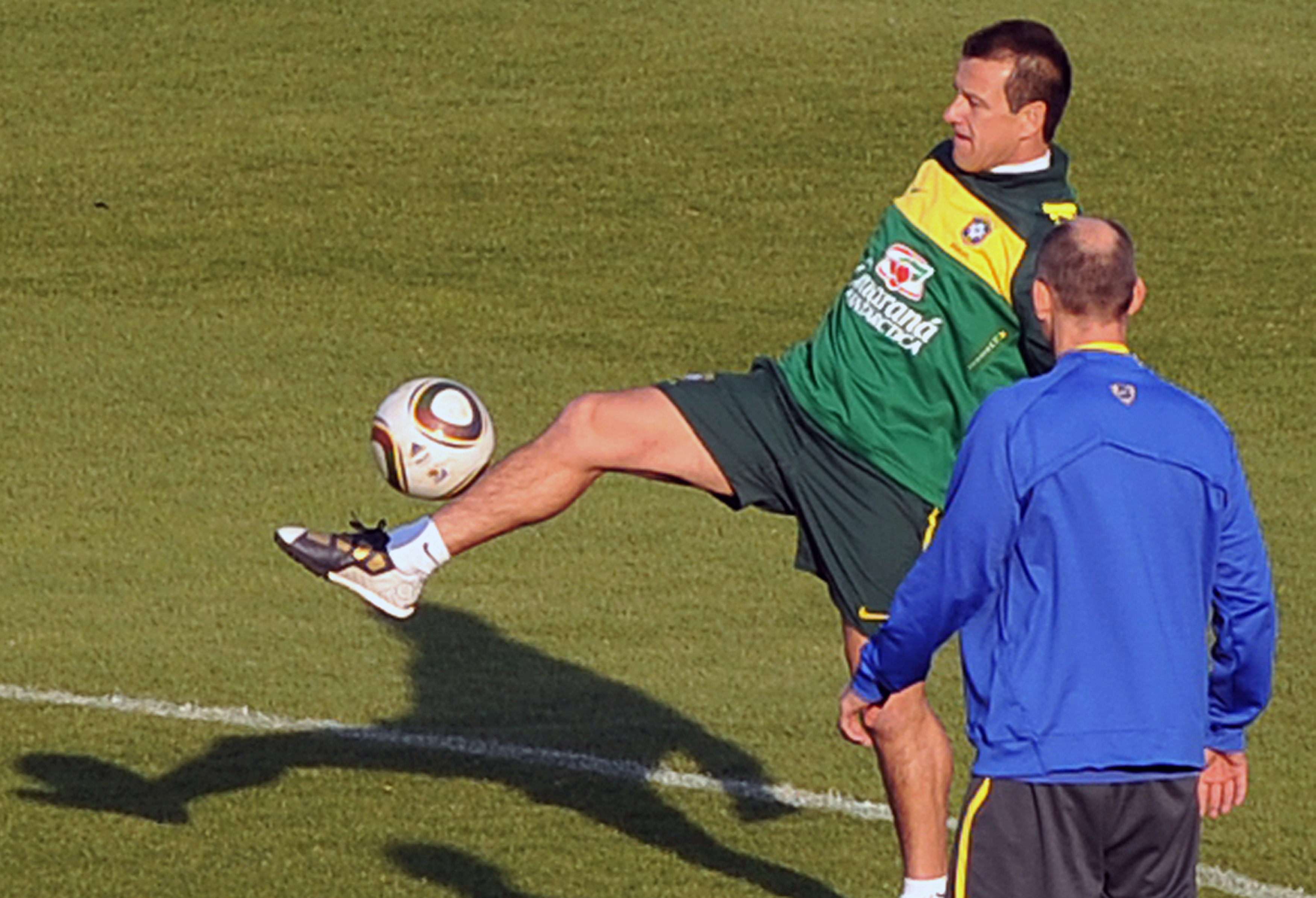

Le 24 juillet 2006, il est nommé sélectionneur du Brésil, son tout premier poste en tant qu'entraîneur. Il remporte la Copa América 2007, la médaille de bronze aux Jeux olympiques 2008, la Coupe des confédérations 2009 et termine à la première place des qualifications pour la Coupe du monde 2010. Il est malgré tout critiqué pour ses choix tactiques trop défensifs et les mises à l'écart de stars telles que Ronaldo ou Ronaldinho…
Avec lui, le Brésil est favori de la Coupe du monde 2010 en Afrique du Sud. Il dévoilera la liste des 23 joueurs brésiliens sélectionnés en laissant de côté Ronaldinho, Ganso et Neymar.
La sélection brésilienne est éliminée en quart de finale contre les Pays-Bas sur le score de 2-1. Alors qu'il partait favori et concluait la première mi-temps en gagnant 1-0 après l'ouverture de score à la 10e minute par Robinho, le Brésil se fait rejoindre par la suite sur un but contre son camp de Felipe Melo (sorti plus tard sur carton rouge), puis sur une tête de Sneijder. À la suite de cet échec, Dunga démissionne de son poste de sélectionneur.
En décembre 2012, il est nommé entraîneur du SC Internacional.
Le 22 juillet 2014, Dunga retrouve la direction de la sélection brésilienne, quatre ans après l'avoir quittée. Il est officiellement démis de ses fonctions le 14 juin 2016 à la suite de l'élimination du Brésil lors de la phase de groupes de la Copa América 2016. Tite lui succède,.

## Carrière de joueur

### En club
| Saison      | Club           | Division   | Pays      | Championnat        | Coupe             |
| ----------- | -------------- | ---------- | --------- | ------------------ | ----------------- |
| 1982        | Internacional  | Div.1      | Brésil    | 1 match / 0 but    | -                 |
| 1983        | Internacional  | Div.1      | Brésil    | 4 matchs / 0 but   | -                 |
| 1984        | Internacional  | Div.1      | Brésil    | 5 matchs / 0 but   | -                 |
| 1985        | Corinthians    | Div.1      | Brésil    | 13 matchs / 1 but  | -                 |
| 1986        | Santos         | Div.1      | Brésil    | 16 matchs / 1 but  | -                 |
| 1987        | Vasco da Gama  | Div.1      | Brésil    | 17 matchs / 1 but  | -                 |
| 1987 - 1988 | Pise           | Série A    | Italie    | 23 matchs / 2 buts | -                 |
| 1988 - 1989 | ACF Fiorentina | Série A    | Italie    | 30 matchs / 3 buts | -                 |
| 1989 - 1990 | ACF Fiorentina | Série A    | Italie    | 28 matchs / 0 but  | -                 |
| 1990 - 1991 | ACF Fiorentina | Série A    | Italie    | 33 matchs / 1 but  | -                 |
| 1991 - 1992 | ACF Fiorentina | Série A    | Italie    | 33 matchs / 4 buts | -                 |
| 1992 - 1993 | Pescara        | Série A    | Italie    | 23 matchs / 3 buts | -                 |
| 1993 - 1994 | Stuttgart      | Bundesliga | Allemagne | 27 matchs / 4 buts | -                 |
| 1994 - 1995 | Stuttgart      | Bundesliga | Allemagne | 26 matchs / 3 buts | -                 |
| 1995        | Júbilo Iwata   | J-League   | Japon     | 25 matchs / 1 but  | 2 matchs / 0 but  |
| 1996        | Júbilo Iwata   | J-League   | Japon     | 20 matchs / 4 buts | 14 matchs / 0 but |
| 1997        | Júbilo Iwata   | J-League   | Japon     | 26 matchs / 5 buts | 11 matchs / 1 but |
| 1998        | Júbilo Iwata   | J-League   | Japon     | 28 matchs / 6 buts | -                 |
| 1999        | Internacional  | Div.1      | Brésil    | 16 matchs / 1 but  | 4 matchs / 2 buts |

### En équipe nationale
Dunga a remporté, en tant que capitaine, la Coupe du monde 1994 avec l'équipe du Brésil. Il a aussi participé à la Coupe du monde 1990 et à la Coupe du monde 1998.
Il a été sélectionné 91 fois en équipe nationale, avec des débuts en 1987 et une dernière sélection lors de la finale perdue contre l'équipe de France en Coupe du monde 1998.

## Palmarès

### En équipe du Brésil
- 91 sélections et 6 buts entre 1987 et 1998
- Vainqueur de la Coupe du monde en 1994
- Vainqueur de la Copa América en 1989 et en 1997
- Champion d'Amérique du Sud des moins de 20 ans en 1983
- Vainqueur de la Coupe du monde des moins de 20 ans en 1983
- Vainqueur de la Coupe des Confédérations en 1997
- Finaliste de la Coupe du monde en 1998
- Finaliste de la Copa América en 1995
- Médaille d'Argent aux Jeux Olympiques en 1984
- Vainqueur de la Coupe Stanley-Rous en 1987
- Vainqueur de la Coupe du Bicentenaire en Australie en 1988
- Participation à la Copa América en 1987 (Premier Tour), en 1989 (Vainqueur), en 1995 (Finaliste) et en 1997 (Vainqueur)
- Participation à la Coupe du monde en 1990 (1/8 de finaliste), en 1994 (Vainqueur) et en 1998 (Finaliste)

### En Club
- Champion de l'État du Rio Grande do Sul en 1982, 1983 et 1984 avec le SC International
- Champion de l’État de Rio de Janeiro en 1987 avec le CR Vasco de Gama
- Champion du Japon en 1997 et 1998 avec le Júbilo Iwata
- Vainqueur de la Coupe d’Or en 1987 avec le CR Vasco de Gama
- Vainqueur de la coupe Guanabara (Rio) en 1987 avec le CR Vasco de Gama
- Vainqueur de la Coupe Kirin en 1984 avec le SC International
- Vainqueur de la Coupe Yamagasaki Nabisco en 1998 avec le Júbilo Iwata
- Finaliste de la Coupe de l'UEFA en 1990 avec l'ACF Fiorentina

## Carrière d'entraîneur
| Saison      | Équipe                   | Pays   | Division | Matchs | Victoires | Nuls | Défaites |
| ----------- | ------------------------ | ------ | -------- | ------ | --------- | ---- | -------- |
| 2006 - 2007 | Équipe du Brésil         | Brésil | -        | -      | -         | -    | -        |
| 2007 - 2008 | Équipe du Brésil         | Brésil | -        | -      | -         | -    | -        |
| 2008 - 2009 | Équipe du Brésil         | Brésil | -        | -      | -         | -    | -        |
| 2009 - 2010 | Équipe du Brésil         | Brésil | -        | 7      | 5         | 1    | 1        |
| 2013        | Sport Club Internacional | Brésil | Série A  | -      | -         | -    | -        |
| 2014 - 2015 | Équipe du Brésil         | Brésil | -        | -      | -         | -    | -        |

## Palmarès d'Entraîneur

### En équipe du Brésil
- Vainqueur de la Copa América en 2007
- Vainqueur de la Coupe des Confédérations en 2009
- Médaille de Bronze aux Jeux Olympiques en  2008
- Participation à la Coupe du monde en 2010 (1/4 de finaliste)

### En Club
- Champion de l'État du Rio Grande do Sul en 2013 avec Sport Club Internacional